# Taipalsaari
Taipalsaari è un comune finlandese di 4559 abitanti, situato nella regione della Carelia Meridionale.